# Gynodiastylis robusta
Gynodiastylis robusta är en kräftdjursart som beskrevs av Hale 1946. Gynodiastylis robusta ingår i släktet Gynodiastylis och familjen Gynodiastylidae. Inga underarter finns listade i Catalogue of Life.